# 陶宏
陶宏（1965年9月—），湖北浠水人。男，汉族。1985年7月参加工作，1984年6月加入中国共产党。华中农业大学土壤化学系土壤与农业化学专业毕业，中共湖北省委党校政治经济学专业在职研究生学历。中华人民共和国政治人物。

## 生平
历任共青团湖北省黄冈地委副书记、地委书记、市委书记；中共湖北省罗田县委副书记、县长、县委书记；省农业厅副厅长；共青团中央青农部部长、农村青年工作部部长；中共湖北省委副秘书长；中共鄂州市委副书记、副市长、代市长、市长；孝感市委副书记、代市长、市长等职。2012年7月，任中共孝感市委书记。2017年5月，任湖北省教育厅厅长、党组书记，湖北省人民政府教育督导室主任、主任督学，中共湖北省委高校工委委员、副书记。2022年5月，不再担任省教育厅厅长、党组书记职务。改任湖北省政协文化文史和学习委员会副主任。